# Emma Stone
Emily Jean "Emma" Stone, född 6 november 1988 i Scottsdale i Arizona, är en amerikansk skådespelerska och dubbel Oscar-vinnare.
Stone medverkade i TV-serien Drive, och gjorde sin långfilmsdebut i komedin Supersugen 2007. Därefter medverkade hon bland annat i The House Bunny, Flickvänner från förr och skräckkomedin Zombieland. 2010 medverkade Stone i Easy A varpå hon blev Golden Globe-nominerad i kategorin "bästa skådespelerska i musikal eller komedi". 2011 medverkade hon i Crazy, Stupid, Love och Niceville, som fick bra kritik och blev kommersiella framgångar. 2012 spelade Stone Gwen Stacy i The Amazing Spider-Man.  2014 repriserade hon rollen i The Amazing Spider-Man 2, samt medverkade i den Oscarvinnande filmen Birdman. För Birdman nominerades Stone till en Oscar för bästa kvinnliga biroll, vilken Patricia Arquette vann för Boyhood. 2015 medverkade hon i filmen Aloha där hon spelar en amerikansk flygvapenpilot med delvis svensk bakgrund.
2024 vann Stone en Oscar för bästa kvinnliga huvudroll, för rollen som Bella Baxter i Poor Things.

## Uppväxt
Emily Stone föddes i Scottsdale i Arizona, dotter till entreprenören Jeff Stone och hemmafrun Krista (född Yeager). Hon har en två år yngre bror. Stones farfar var av svensk härkomst och hans familjs efternamn (Sten) blev angliserat till "Stone" när de emigrerade till USA genom Ellis Island.
Under uppväxten var hon medlem i Valley Youth Theatre, en regional teater i Phoenix, Arizona, där hon medverkade i sin första scenproduktion, Det susar i säven, vid 11 års ålder. Stone gick i Sequoya Elementary School och sedan i Cocopah Middle School. Under två års tid blev hon hemskolad då hon medverkade i 16 produktioner på Valley Youth Theatre, bland annat Nalle Puh, Prinsessan på ärten, Askungen, The Wiz, Titanic, Den lilla sjöjungfrun och Alice i Underlandet. Samtidigt framträdde hon med teaterns komedi–improvisationsgrupp.
Stone gick i Xavier College Preparatory, en katolsk skola enbart för flickor, under en termin. Hon gjorde sedan en Powerpoint-presentation till sina föräldrar, med Madonnas låt Hollywood, för att övertyga dem att låta henne flytta till Kalifornien för en skådespelarkarriär. Hon hoppade av skolan och flyttade tillsammans med sin mor, i januari 2004, till Los Angeles, 15 år gammal. Hon blev då hemskolad, för att kunna göra auditions under dagarna.

## Karriär

### 2004–2011

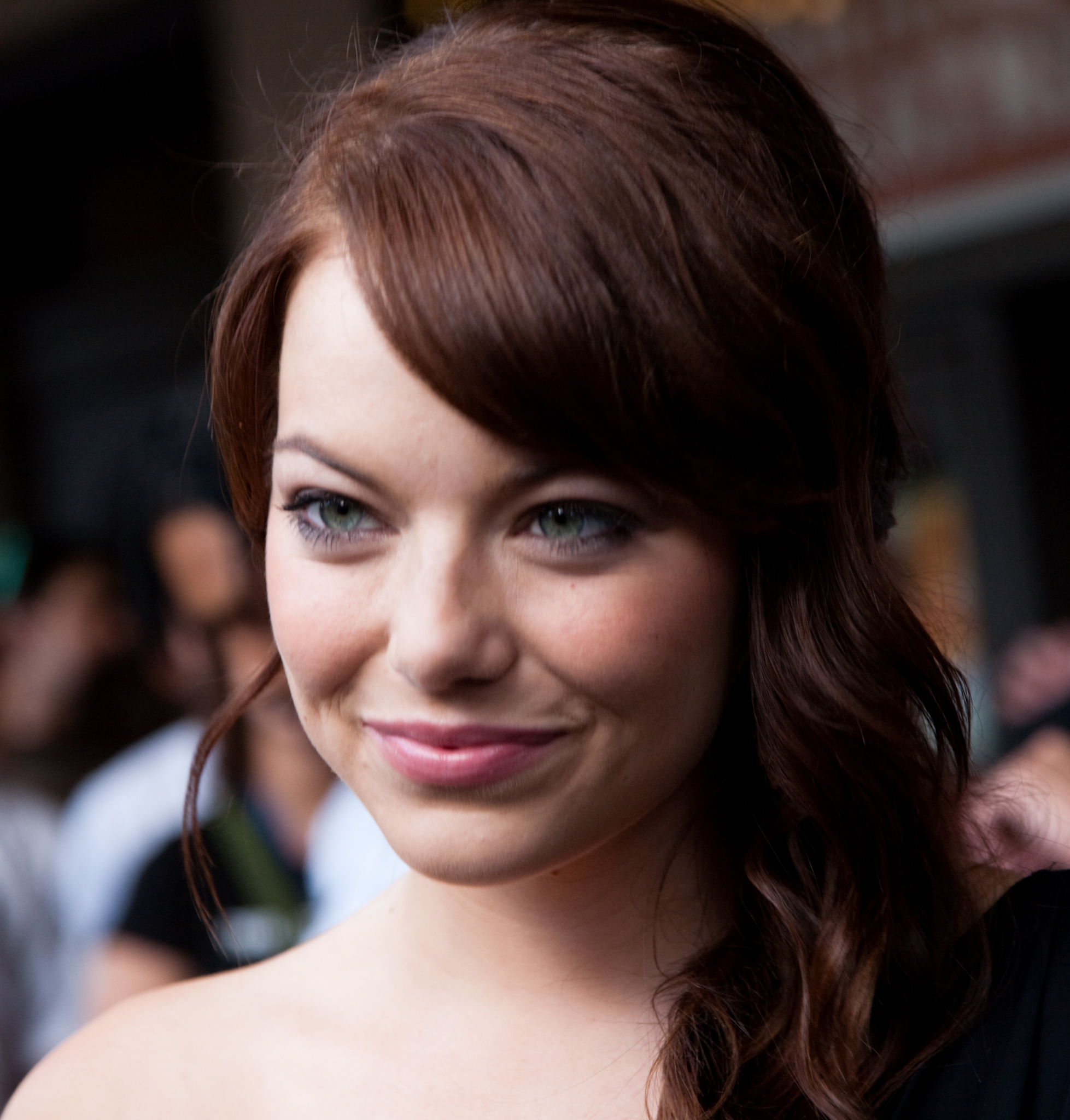
Emma Stone 2009.

Emma Stone påbörjade en karriär inom TV-serier efter att 2004 ha vunnit rollen som Laurie Partridge i dokusåpan In Search of the New Partridge Family. Den nya serien, The New Partridge Family, producerade dock endast ett pilotavsnitt. Därefter hade Stone roller i TV-serierna Medium, Malcolm – Ett geni i familjen och Lucky Louie. 2007 spelade hon Violet Trimble i dramat Drive, tills serien lades ner. Hon gjorde också en audition till Heroes och hörde i castingrummet sägas "På en skala från 1 till 10, så är du en 11" – då regissörerna talade med Hayden Panettiere, som senare i stället fick rollen som Claire Bennet.
Stone gjorde långfilmsdebut 2007 då hon spelade Jules i tonårskomedin Supersugen. Året därpå medverkade hon i filmen The Rocker tillsammans med bland andra Rainn Wilson. Stone spelade Amelia, basist i ett band där Teddy Geiger sjöng. För denna roll lärde sig hon sig att spela bas. Samma år medverkade hon i The House Bunny tillsammans med Anna Faris, Katharine McPhee, Kat Dennings, Rumer Willis och Colin Hanks. Stone sjöng också på låten I Know What Boys Like, som skrevs av bandet The Waitresses 1982, som spelades in och gavs ut som singel i samband med filmen.
2009 medverkade hon i den romantiska komedin Flickvänner från förr, regisserad av Mark Waters, känd för att ha regisserat bland annat Mean Girls. I Flickvänner från förr medverkade också Matthew McConaughey och Jennifer Garner. Därefter var hon en av huvudrollsinnehavarna i skräckkomedin Zombieland, med Woody Harrelson och Jesse Eisenberg. Inspelningen av filmen påbörjades i Atlanta i februari 2009, och Stone spelade Wichita – en av de överlevande. Hon medverkade också i Paper Man tillsammans med Jeff Daniels, Ryan Reynolds och Lisa Kudrow.
2010 hade Stone en röstroll i Marmaduke, en film om en Grand danois. Hon hade rollen som Marmadukes vän, Mazie, en pojkaktig Australian shepherd. Samma år fick Stone en huvudroll i filmen Easy A, tillsammans med bland andra Amanda Bynes, en tonårskomedi regisserad av Will Gluck. Hennes rollfigur chockerar lärare och hennes mer konservativa och religiösa klasskamrater när ett falsk rykte börjar florera om att hon är promiskuös. Stone läste manuset redan innan filmen var klar för produktion, och höll, tillsammans med sin manager, koll på förberedelserna för filmen.  Hon fick upp intresset för filmen då hon tyckte att manuset var "roligt och gulligt" och för att hennes karaktär var "fantastisk från första början". När hon fick reda på att arbetet med filmen påbörjats träffade hon Gluck för att tala om hur entusiastisk hon var över projektet. Några månader senare inleddes auditions och Stone träffade återigen Gluck då hon var en av de första som provspelade. För denna roll blev Stone Golden Globe-nominerad i kategorin "Bästa skådespelerska i musikal eller komedi".
12 september 2010 var Stone med på MTV Video Music Awards då hon presenterade Linkin Park. 2008 sade hon att hon i framtiden skulle vilja ge sig på att själv producera filmer och att hennes dröm var att få medverka i Saturday Night Live, något hon nu gjort åtta gånger (varav två gånger som värd – 2010 och 2011).
I juli 2010 påbörjades filmandet av Friends With Benefits i New York där Stone medverkade tillsammans med bland andra Justin Timberlake och Mila Kunis; återigen stod Will Gluck för regisserandet. 2011 var hon med i Crazy, Stupid, Love tillsammans med Steve Carell, Julianne Moore, Ryan Gosling och Marisa Tomei. Filmen börjades spelas in i april 2010 och gavs ut den 20 juli 2011. I Niceville, som gick upp på bio i augusti 2011, hade Stone huvudrollen som Eugenia "Skeeter" Phelan.

### 2012–idag

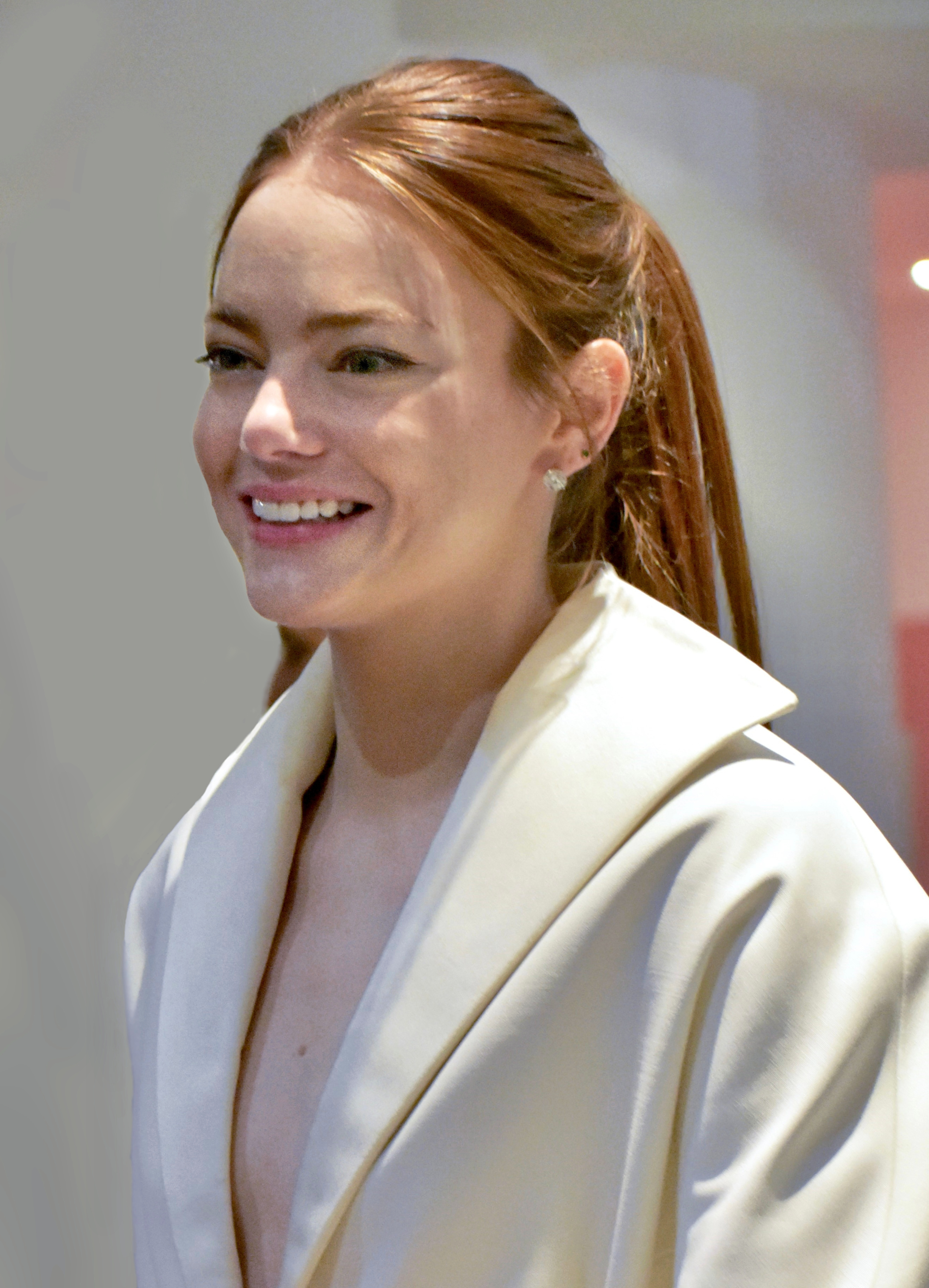
Stone 2024 på filmfestivalen i Cannes

2012 anslöt sig Emma Stone till Dreamworks Animations datoranimerade komedi Croodarna, där hon gör rösten till Eep. Medverkar gör också Nicolas Cage, Catherine Keener och Ryan Reynolds. Filmen hade premiär 22 mars 2013. Hon spelar också huvudrollen i kortfilmen Veronica tillsammans med Kieran Culkin, regisserad av Griffin Dunne. Kortfilmen är en komedi som ingår i filmen Movie 43 där Kate Winslet, Gerard Butler, Hugh Jackman, Uma Thurman och Halle Berry medverkar.
Under 2012 hade Stone också den kvinnliga huvudrollen i The Amazing Spider-Man, som Gwen Stacy. Marc Webb regisserade filmen, som hade premiär den 3 juli. Arbetet med filmen påbörjades i december 2010 och avslutades i april 2011. Under mitten av 2012 gjorde hon rösten till en karaktär i actionspelet Sleeping Dogs . Stone fick ett huvudrollserbjudande i nyinspelningen av TV-serien 21 Jump Street tillsammans med Jonah Hill. Hon tackade dock nej till erbjudandet efter att ha skrivit på för The Amazing Spider-Man.
Stone medverkar i Gangster Squad tillsammans med bland andra Ryan Gosling, Sean Penn och Josh Brolin. Filmen hade premiär den 11 januari 2013. 
2 maj 2014 hade The Amazing Spider-Man 2 premiär och Stone repriserade där sin roll som Gwen Stacy.
För sin roll som dottern Sam Thomson i Alejandro González Iñárritus Birdman (2014) nominerades hon till en Oscar för bästa kvinnliga biroll. Stone belönades med en Oscar för bästa kvinnliga huvudroll i La La Land. För La La Land vann hon också en Golden Globe, en SAG-award och en BAFTA för bästa kvinnliga huvudroll. La La Land var hennes tredje film med Ryan Gosling. 2017 porträtterade hon tennislegenden Billie Jean King i filmen Battle of the Sexes. För denna film fick Stone en Golden Globe-nominering för bästa kvinnliga biroll. Hon fick en Oscar-nominering för bästa kvinnliga biroll för hennes arbete i Giorgos Lanthimos film The Favourite (2018) där hon spelade Abigail Masham. De två andra kvinnorna i filmen, Olivia Colman och Rachel Weisz, var också nominerade för var sin Oscar: Weisz för bästa kvinnliga biroll och Colman för bästa kvinnliga huvudroll. Colman vann sin kategori.
År 2018 spelade Stone den andra huvudrollen i miniserien Maniac från Netflix. I serien spelar hon Annie som blir vän med Jonah Hills karaktär Owen. Stone var också en av producenterna. I januari 2019 började inspelningen av Zombieland: Double Tap som kom ut i oktober samma år. Stone repriserar sin roll som Wichita, och alla andra skådespelare (Woody Harrelson, Jesse Eisenberg, Abigail Breslin) från den första filmen är med i Zombieland: Double Tap. Stone spelade sedan Cruella de Vil i Disney-produktionen Cruella som kom ut 2021.

## Privatliv
I december 2019 förlovade sig Stone med Saturday Night Live-regissören Dave McCary. De hade träffats i slutet av 2016 och började dejta 2017. Paret gifte sig i september 2020. I mars 2021 fick de en dotter.

## Utmärkelser i urval
| År   | Utmärkelse                                                                          | Film                             | Resultat  |
| ---- | ----------------------------------------------------------------------------------- | -------------------------------- | --------- |
| 2008 | Young Hollywood Awards Exciting New Face                                            | Supersugen                       | Vann      |
| 2009 | Detroit Film Critics Society Best Ensemble                                          | Zombieland                       | Nominerad |
| 2010 | Scream Awards Best Ensemble                                                         | Zombieland                       | Vann      |
| 2010 | Scream Awards Best Horror Actress                                                   | Zombieland                       | Nominerad |
| 2010 | Teen Choice Award Choice Movie Actress: Comedy                                      | Zombieland                       | Nominerad |
| 2011 | BAFTA Rising Star Award                                                             |                                  | Nominerad |
| 2011 | Black Film Critics Circle Award for Best Ensemble                                   | Niceville                        | Vann      |
| 2011 | Detroit Film Critics Society Award for Best Ensemble                                | Niceville                        | Nominerad |
| 2011 | Golden Globe Award for Best Actress – Motion Picture Musical or Comedy              | Easy A                           | Nominerad |
| 2011 | Hollywood Film Festival Ensemble Acting Award                                       | Niceville                        | Vann      |
| 2011 | MTV Movie Award for Best Comedic Performance                                        | Easy A                           | Vann      |
| 2011 | MTV Movie Award Best Line from a Movie                                              | Easy A                           | Nominerad |
| 2011 | MTV Movie Award for Best Performance                                                | Easy A                           | Nominerad |
| 2011 | NewNowNext Awards Brink of Fame                                                     |                                  | Nominerad |
| 2011 | San Diego Film Critics Society Award for Best Performance by an Ensemble            | Niceville                        | Nominerad |
| 2011 | Satellite Award for Best Cast – Motion Picture                                      | Niceville                        | Vann      |
| 2011 | Southeastern Film Critics Association Award for Best Ensemble                       | Niceville                        | Vann      |
| 2011 | Teen Choice Awards Choice Movie Actress: Romantic Comedy                            | Easy A                           | Vann      |
| 2011 | The Comedy Award for Best Comedy Actress – Film                                     | Easy A                           | Nominerad |
| 2011 | The Comedy Awards Breakthrough Performer                                            |                                  | Nominerad |
| 2011 | Washington D.C. Area Film Critics Association Award for Best Ensemble               | Niceville                        | Nominerad |
| 2011 | Women Film Critics Circle Award for Best Ensemble                                   | Niceville                        | Vann      |
| 2012 | Alliance of Women Film Journalists Award for Best Ensemble                          | Niceville                        | Nominerad |
| 2012 | Broadcast Film Critics Association Award for Best Cast                              | Niceville                        | Vann      |
| 2012 | Central Ohio Film Critics Association Award for Best Ensemble                       | Niceville                        | Nominerad |
| 2012 | MTV Movie Award for Best On-Screen Duo och MTV Movie Award for Best Cast            | Niceville                        | Nominerad |
| 2012 | MTV Movie Award for Best Kiss                                                       | Crazy, Stupid, Love.             | Nominerad |
| 2012 | MTV Movie Award for Best Performance                                                | Crazy, Stupid, Love.             | Nominerad |
| 2012 | MTV Movie Award for Trailblazer                                                     |                                  | Vann      |
| 2012 | NAACP Image Award for Outstanding Actress in a Motion Picture                       | Niceville                        | Nominerad |
| 2012 | National Board of Review Award for Best Acting by an Ensemble                       | Niceville                        | Vann      |
| 2012 | People's Choice Award Favorite Movie Actress                                        | Crazy, Stupid, Love. & Niceville | Vann      |
| 2012 | Screen Actors Guild Award for Outstanding Performance by a Cast in a Motion Picture | Niceville                        | Vann      |
| 2012 | The Comedy Awards for Best Comedy Actress – Film                                    | Crazy, Stupid, Love.             | Nominerad |
| 2012 | Teen Choice Award for Choice Female Movie Star of the Summer                        | The Amazing Spider-Man           | Nominerad |
| 2012 | Teen Choice Award for Choice Movie Actress: Comedy                                  | Crazy, Stupid, Love.             | Vann      |
| 2012 | Teen Choice Award for Choice Movie Actress: Drama                                   | Niceville                        | Vann      |
| 2012 | Teen Choice Award for Choice Movie Liplock                                          | Crazy, Stupid, Love.             | Nominerad |
| 2013 | People's Choice Award for Favorite Movie Actress                                    | The Amazing Spider-Man           | Nominerad |
| 2013 | People's Choice Award for Favorite Face of Heroism                                  | The Amazing Spider-Man           | Nominerad |
| 2013 | People's Choice Award for Favorite On-Screen Chemistry (med Andrew Garfield)        | The Amazing Spider-Man           | Nominerad |

## Diskografi
- 2008 – "I Know What Boys Like" – Katharine McPhee, feat. Emma Stone, Rumer Willis, Kat Dennings (RCA – Itunes Store), låt från filmen The House Bunny, en cover-version av singeln med samma namn från 1982 av The Waitresses.
- 2010 – "Knock on Wood" – Emma Stone (Sony Pictures), låt från filmen Easy A, en cover-version av singeln med samma namn från 1966 av Eddie Floyd.
- 2016 – "Turn up the Beef" – The Lonely Island, feat. Emma Stone (Universal Pictures), låt från musikalfilmen Popstar: Never Stop Never Stopping.
- 2016 – La La Land – Soundtrack (Interscope Records) 
  - "Someone in the Crowd" – Emma Stone, Callie Hernandez, Sonoya Mizuno, Jessica Rothe.
  - "A Lovely Night" – Emma Stone, Ryan Gosling.
  - "City of Stars" – Emma Stone, Ryan Gosling.
  - "Audition (The Fools Who Dream)" – Emma Stone.
  - "City of Stars (Humming*)" – Emma Stone.

* Nynnande